# Tamara Desni
Tamara Desni, geboren als Tamara Brodsky, (* 22. Oktober 1913 in Kharkov, Ukraine, Russisches Kaiserreich; † 7. Februar 2008 in Valence d’Agen, Département Tarn-et-Garonne, Frankreich) war eine russisch-britische Schauspielerin. Abgesehen von drei ersten Filmen arbeitete sie in Großbritannien.

## Leben

### Privat
Tamara Desnis Mutter war die Schauspielerin Xenia Desni. Während Tamara noch in Berlin lebte, war sie mit einem Zahnarzt verheiratet. Die Ehe hielt jedoch nicht lange. 1931 zog Desni mit ihrer Mutter nach Großbritannien. Dort heiratete sie 1933 in zweiter Ehe Hans Wilhelm und 1937 den Schauspieler Bruce Seton, von dem sie jedoch 1940 ebenfalls geschieden wurde. Auch ihre nächsten Ehen mit dem Soldaten Roland Gillett und dem Schauspieler Raymond Lovell waren nicht von langer Dauer. Erst mit ihrem sechsten Ehemann, Albert Lavagna, den sie nach ihrem Umzug nach Südfrankreich kennengelernt hatte, war sie bis an ihr Lebensende zusammen. Aus dieser Ehe, die 1956 geschlossen wurde, gingen zwei Töchter hervor. Gemeinsam unterhielten sie einen Gasthof namens L’Auberge Chez Tamara. Tamara Desni starb 2008 in Valence d’Agen.

### Karriere
Der Regisseur Erik Charell nahm sie 1930 in sein Ensemble am Großen Schauspielhaus in Berlin auf. Große Erfolge feierte Desni in seinen Inszenierungen Die lustige Witwe und der legendären Uraufführung von Ralph Benatzkys Im weißen Rößl. In Großbritannien gab sie 1931 ihren Bühneneinstand im englischen Pendant White Horse Inn. Ein weiteres Stück, in dem sie im Coliseum Theatre in London die Hauptrolle spielte, war Casanova. In den darauffolgenden Jahren war sie vorrangig als Filmschauspielerin tätig.

## Filmografie
- 1931: Der Schrecken der Garnison
- 1931: Ehe m.b.H.
- 1931: Im Geheimdienst
- 1933: Falling for You
- 1934: Forbidden Territory
- 1934: Jack Ahoy
- 1934: Bypass to Happiness
- 1934: How’s Chances?
- 1935: Dark World
- 1935: Blue Smoke
- 1935: McGlusky the Sea Rover
- 1936: Love in Exile
- 1937: Feuer über England (Fire Over England)
- 1937: The Squeaker
- 1939: Traitor Spy
- 1940: His Brother’s Keeper
- 1945: Flight from Folly
- 1946: Der grüne Finger (Send for Paul Temple)
- 1947: The Hills of Donegal
- 1950: Dick Barton und der Todesstrahl (Dick Barton at Bay)